# Lliga espanyola d'hoquei sobre patins masculina 1977-1978
La novena edició de la Lliga espanyola d'hoquei patins masculina, denominada en el seu moment Divisió d'Honor, s'inicià el 2 d'octubre de 1977 i finalitzà el 12 de març de 1978. Es va proclamar campió de lliga el FC Barcelona i van descendir directament el CP Calafell i el Montemar d'Alacant. El CE Arenys de Munt i el CH Caldes van mantenir la categoria en la promoció posterior.

## Participants
| - FC BARCELONA - REUS DEPORTIU - HC SENTMENAT - CP CIBELES - CERDANYOLA CH - CE ARENYS DE MUNT - CH CALDES | - CP VOLTREGÀ - CP VILANOVA - CP VIC - CP CALAFELL - AA NOIA - AT MONTEMAR - CN REUS PLOMS |

## Llegenda
| Pts = Punts totals PJ = Partits jugats PG = Partits guanyats PE = Partits empatats PP = Partits perduts GF = Gols a favor |  | GC = Gols en contra DG = Diferència de gols (GF-GC) Ressaltat en verd = Equip campió de lliga. Ressaltat en blau = Equip que promociona per la permanència. Ressaltat en vermell = Equip descendent de categoria. |  |  |

## Fase Regular

### Classificació
| Pos | Equip             | Pts | PJ | PG | PE | PP | GF  | GC  | DG   |
| --- | ----------------- | --- | -- | -- | -- | -- | --- | --- | ---- |
| 1   | FC Barcelona      | 46  | 26 | 21 | 4  | 1  | 163 | 62  | +101 |
| 2   | CP Voltregà       | 39  | 26 | 17 | 5  | 4  | 170 | 79  | +91  |
| 3   | Reus Deportiu     | 36  | 26 | 17 | 2  | 7  | 148 | 94  | +54  |
| 4   | CP Vic            | 33  | 26 | 14 | 5  | 7  | 117 | 87  | +30  |
| 5   | AA Noia           | 32  | 26 | 15 | 2  | 9  | 119 | 91  | +28  |
| 6   | HC Sentmenat      | 32  | 26 | 15 | 2  | 9  | 139 | 109 | +30  |
| 7   | Cerdanyola CH     | 31  | 26 | 13 | 5  | 8  | 127 | 97  | +30  |
| 8   | CP Vilanova       | 25  | 26 | 11 | 3  | 12 | 107 | 88  | +19  |
| 9   | CN Reus Ploms     | 25  | 26 | 10 | 5  | 11 | 93  | 95  | -2   |
| 10  | CP Cibeles        | 19  | 26 | 9  | 1  | 16 | 98  | 111 | -13  |
| 11  | CE Arenys de Munt | 17  | 26 | 7  | 3  | 16 | 87  | 140 | -53  |
| 12  | CH Caldes         | 14  | 26 | 5  | 4  | 17 | 86  | 145 | -59  |
| 13  | CP Calafell       | 13  | 26 | 6  | 1  | 19 | 84  | 149 | -65  |
| 14  | At. Montemar      | 2   | 26 | 0  | 2  | 24 | 82  | 272 | -190 |

## Promoció

### Eliminatòria 1
|              |     |                   |  |
| Fiesta Osuna | 2-4 | CE Arenys de Munt |  |
|              |     |                   |  |

|                   |     |              |  |
| CE Arenys de Munt | 6-4 | Fiesta Osuna |  |
|                   |     |              |  |

### Eliminatòria 2
|           |      |                          |  |
| CH Caldes | 11-5 | CP Pilaristas Alcobendas |  |
|           |      |                          |  |

|                          |     |           |  |
| CP Pilaristas Alcobendas | 6-1 | CH Caldes |  |
|                          |     |           |  |